# Clet Abraham
Clet Abraham (Bretanya, 2 d'octubre de 1966) és un pintor i escultor francès especialitzat en art urbà. Fill de Jean Pierre Abraham i Monique Kerime, resideix a Itàlia des del 1990, on s'ha instal·lat al barri de San Niccolò de Florència a partir de l'any 2005.

## Biografia
Després de formar-se a l'École régionale des Beaux-Arts de Rennes, va poder exposar a diverses galeries d'art bretones, fins que va traslladar-se a Roma l'any 1990. A la capital italiana va tenir l'oportunitat de treballar com a restaurador de mobles antics, a més de poder seguir exposant. És llavors quan la seva carrera artística comença a internacionalitzar-se, mostrant el seu art també a París i Bretanya (Galleria Studio 99, Galerie Le Marais a París, Galerie Armel Nantes) i diverses institucions culturals.
A partir de 2005 abandona la capital italiana per tal d'instal·lar-se a Florència, ciutat en la qual havia volgut establir-se des de jove, i on encara avui dia es pot visitar el seu atelier a l'Oltrarno. Des de llavors, ha desenvolupat les seves creacions artístiques a les principals ciutats europees, com és el cas de Milà, Lió, Brussel·les, Amsterdam, Berlín, València, Londres, Madrid o Barcelona.

## Obra
Tot i ser conegut per les seves intervencions urbanes, la vessant street art de Clet Abraham no va començar fins a l'estiu de 2010. Fins aleshores, les seves composicions pictòriques més clàssiques giraven entorn de monuments i edificis de la ciutat, com pot ser el baptisteri de Sant Joan de Florència o el romà Castel Sant'Angelo, sempre amb un to irònic i subversiu. És a partir de 2010 que decideix anar més enllà dels murs del museu i inicia la seva recerca entorn dels senyals de trànsit, amb temàtiques com la religió o la llibertat, establint sempre un diàleg constant entre el senyal i el context en què viu.
Pel que fa a la tècnica emprada, utilitza en un primer moment la pintura a l'oli. Progressivament, però, anirà descobrint els avantatges que li proporciona la calcomania, tant per qüestions de rapidesa com de conservació i perduració de les seves intervencions. Un cop conceptualitzada i produïda l'obra, la instal·lació d'aquesta pot durar menys d'un minut.
Actualment, les seves obres estan experimentant un notable èxit entre els col·leccionistes privats a París, Montecarlo o Nova York. A l'estat espanyol, ha exhibit el seu art a València, Madrid i Barcelona. A la capital comtal, es poden veure obres seves als barris de Sants, Poble Sec, el Raval, Gràcia o Poble Nou.
Un dels aspectes que més preocupa l'artista és la legalitat de les seves intervencions, així com les possibles sancions que pugui rebre. En el cas de Barcelona, l'ordenança municipal preveu multes d'entre 1.125 i 2.250 euros per cada un dels senyals de trànsit manipulats. Per contra, moltes entitats privades, com la Banca Popolare del Lazio i dell'Etruria l'hi han encarregat diverses obres. De la mateixa manera, l'administració pública també s'ha interessat per la seva obra, com és el cas de l'escultura sobre el riu Arno "L'home comú", encarregat pel mateix Ajuntament de Florència i instal·lat sobre el pont delle Grazie. Més recentment, ha sigut l'Ajuntament de París el que ha contactat l'artista per desenvolupar sessions d'educació viària a la capital francesa, tot aprofitant l'atractiu que representen els senyals caracteritzats per l'artista.